# Greendale (Indiana)
Greendale és una població dels Estats Units a l'estat d'Indiana. Segons el cens del 2000 tenia 4.296 habitants.

## Demografia
Segons el cens del 2000, Greendale tenia 4.296 habitants, 1.781 habitatges, i 1.212 famílies. La densitat de població era de 274,2 habitants/km².
Dels 1.781 habitatges en un 29,4% hi vivien nens de menys de 18 anys, en un 53,2% hi vivien parelles casades, en un 10,9% dones solteres, i en un 31,9% no eren unitats familiars. En el 27,8% dels habitatges hi vivien persones soles el 14,2% de les quals corresponia a persones de 65 anys o més que vivien soles. El nombre mitjà de persones vivint en cada habitatge era de 2,41 i el nombre mitjà de persones que vivien en cada família era de 2,95.
Per edats la població es repartia de la següent manera: un 23,2% tenia menys de 18 anys, un 7,4% entre 18 i 24, un 28,3% entre 25 i 44, un 25% de 45 a 60 i un 16,1% 65 anys o més.
L'edat mediana era de 40 anys. Per cada 100 dones de 18 o més anys hi havia 86,7 homes.
La renda mediana per habitatge era de 45.926$ i la renda mediana per família de 55.713$. Els homes tenien una renda mediana de 40.192$ mentre que les dones 23.176$. La renda per capita de la població era de 23.452$. Entorn del 3% de les famílies i el 5,1% de la població estaven per davall del llindar de pobresa.

## Poblacions més properes
El següent diagrama mostra les poblacions més properes.